# 8533 Oohira
8533 Oohira eller 1993 BM är en asteroid i huvudbältet som upptäcktes den 20 januari 1993 av den japanska astronomen Takeshi Urata vid Nihondaira-observatoriet. Den är uppkallad efter Oohira stationen vid Nihondaira-observatoriet.
Den tillhör asteroidgruppen Gefion.